# Palazzo Podocatari
Palazzo Podocatari Orsini, conhecido apenas como Palazzo Podocatari, é um palácio renascentista localizado na altura do número 20 da Via di Monserrato, no rione Regola de Roma.

## História e descrição
Este palácio foi construído no final do século XV para o monsenhor Ludovico Podocatari, médico pessoal do papa Inocêncio VIII e secretário pessoal do papa Alexandre VI, que, em 1500, o fez cardeal. Quando ele morreu, o edifício foi herdado por seu sobrinho, Livio, protonotário apostólico e bispo de Nicósia, que embelezou o edifício com uma nova decoração na fachada da qual nada restou, obra de Perin del Vaga. Em 1565, o palácio foi vendido por Pietro Podocatari à família Della Porta, que o repassou aos Orsini, proprietários até meados do século XVIII. 
A fachada simples se abre num portal arquitravado do século XV e conta com janelas do século XVII nos três pisos.